# Jules Delsart
Jules Delsart (né le 24 novembre 1844 à Jolimetz et mort le 3 juillet 1900 dans le 8e arrondissement de Paris,)  est un violoncelliste, arrangeur, éditeur et professeur français du XIXe siècle.
Connu par les violoncellistes pour son arrangement de la Sonate pour violon et piano en la majeur de César Franck (arrangement approuvé par le compositeur), Delsart est également reconnu pour sa virtuosité. Propriétaire du prestigieux Stradivarius "Archinto" de 1689, il crée le 26 février 1881 salle Pleyel la Sonate pour violoncelle et piano de Marie Jaëll (avec la compositrice au piano) qui lui dédie son Concerto pour violoncelle et orchestre. 

## Biographie

### Études
Né à Jolimetz en 1844, Delsart commence ses études à l'Académie de musique de Valenciennes avant d'entrer au Conservatoire de Paris, où il obtient un Premier prix de violoncelle en 1866. Son principal professeur est Auguste-Joseph Franchomme, auquel il succède comme professeur de violoncelle au Conservatoire à la mort de ce dernier en 1884. Il restera à ce poste jusqu'à la fin de sa vie. Parmi ses élèves figurent Paul Bazelaire, Louis Feuillard, Marcel Casadesus, Henri Mulet, Horace Britt, Louis Fournier, Víctor Mirecki Larramat et Georges Papin.

### Soliste
Après avoir obtenu son diplôme du Conservatoire de Paris, Delsart entreprend avec succès plusieurs tournées en Europe. Il fit de nombreuses apparitions à Londres, notamment lors de la première mondiale du Requiem pour trois violoncelles et orchestre de David Popper, aux côtés du compositeur et d'Edward Howell, ses collègues violoncellistes, au St James's Hall le 25 novembre 1891.

### Musicien de chambre
À partir de 1875, avec le fondateur Martin Pierre Marsick, Louis Van Waefelghem et Guillaume Rémy, il est le violoncelliste du Quatuor Marsick, l'un des meilleurs et des plus célèbres quatuors à cordes de Paris. Avec André Messager et Guillaume Rémy, il joue dans un trio avec piano qui crée le Trio en sol mineur, op. 3, d'Ernest Chausson en 1882. Il joue également dans un trio dirigé par Pablo de Sarasate.
En plus du violoncelle, Delsart jouait occasionnellement de la viole de gambe, qu'il a commencé à étudier en 1887. Son intérêt pour cet instrument l'a amené à fonder la Société des instruments anciens (SIA) avec Louis Diémer (clavecin), Van Waefelghem (viole d'amour) et Grillet (viole) en 1889. La SIA s'est produite avec succès dans toute l'Europe pendant une décennie, bien que Delsart n'en ait été membre que pendant les premières années. Deux de ses élèves, Papin et Casadesus, lui ont succédé à la Société.

### Mort et hommages
Delsart est mort à Paris en 1900, à l'âge de 55 ans, et a été enterré au cimetière du Père-Lachaise. De son vivant, son portrait a été peint par Jean-André Rixens et Julien Decle ; les deux tableaux sont au Musée des Beaux Arts de Valenciennes. La commune a également nommée une rue en l'honneur du violoncelliste. 

## Distinctions
- Chevalier de la Légion d'honneur (décret du 29 octobre 1889). Il est fait chevalier par Ambroise Thomas.

## Transcriptions et arrangements

### 1845
- Tannhäuser, WWV 70, Richard Wagner

### 1863
- 3 Romances sans paroles, op. 17, Gabriel Fauré[13]

### 1877
- Duo de concert pour piano et violoncelle (sur le thème de la marche funèbre op. 35), Frédéric Chopin

### 1882
- La Korrigane

### 1885
- Quatuor à cordes no 2 en la majeur, Charles Gounod

### 1886
- Mélodie, Georges Pfeiffer
- Sigurd, Ernest Reyer
- Sonate pour violon et piano, César Franck (transcription pour violoncelle et piano)[14]

### 1888
- Divertissement op. 5 no 6, de Léon Jacquard (transcription pour flûte et violoncelle)
- 2 Romances sans paroles, op. 23, Camillo Sivori (transcription pour violoncelle et piano)

### 1890
- Air (de la Suite d'orchestre en ré majeur), Jean-Sébastien Bach (transcription pour violoncelle et piano)

### 1891
- Conte d'avril
- Xercès, Largo,de  Georg Friedrich Haendel (transcription pour violoncelle et piano)

### 1893
- En Mer (extrait d'Au Pays bleu), Augusta Holmès
- Repentir, Charles Gounod

### 1894
- Méditation sur le Thaïs, Jules Massenet (transcription pour violoncelle et piano)[15]
- Nocturne - La Navarraise, Jules Massenet (transcription pour violoncelle et piano)
- Prélude, Anatoly Liadov, op. 11 (transcription pour violoncelle et piano)

### 1895
- Xavière (Entre acte, Rigaudon), Théodore Dubois (transcription pour violoncelle et piano)
- Sonate pour violoncelle et piano, Martin Berteau  (né également à Valenciennes)

### 1896
- Le dernier Sommeil de la Vierge (Prélude, extrait de la 4e scène de la Vierge), Jules Massenet
- 2 Romances sans paroles, Gabriel Fauré

### 1897
- Méditation religieuse (no 3 des Esquisses vénitiennes, Desdémone endormie), Henri Maréchal (transcription pour violoncelle et piano)

### 1898
- Sérénade joyeuse pour violoncelle et piano, Henri Maréchal
- L'Hermite, Albert Périlhou

## Dédicataire
- Amours bénis, Jules Massenet
- Andante cantabile, Théodore Dubois
- Concerto pour violoncelle et orchestre, Marie Jaëll
- Chant Saphique pour violoncelle et piano, Camille Saint-Saëns
- Sur le Lac, Benjamin Godard (pour violoncelle et orchestre)
- Nocturne no 3 op. 42, David Popper
- Sonate pour violoncelle et piano, op. 40, Léon Boëllmann[16]
- 20 mélodies, Delphine Ugalde
- 4 morceaux de salon, op. 40, Emile Sauret
- Trio pour piano, Cécile Chaminade
- 2 pièces en forme canonique, Théodore Dubois
- 3 Pièces, op. 21, Charles-Marie Widor
- 2 Romances sans paroles, Ernest Guiraud
- Suite orientale, op. 42, René de Boisdeffre

## Créations
- 1881 : Concerto pour violoncelle et orchestre, Marie Jaëll
- 1913 : L'Invitation au voyage, Emmanuel Chabrier (alors au piano) et Mlle Holmberg. Delsart remplaçait le bassoniste au Cercle de l'Union artistique[17].

## Éditeur
- Caprice hongrois, op. 18, Emile Dunkler
- Méthode de violoncelle, op. 25, Charles Baudiot